# Lipoyle synthase

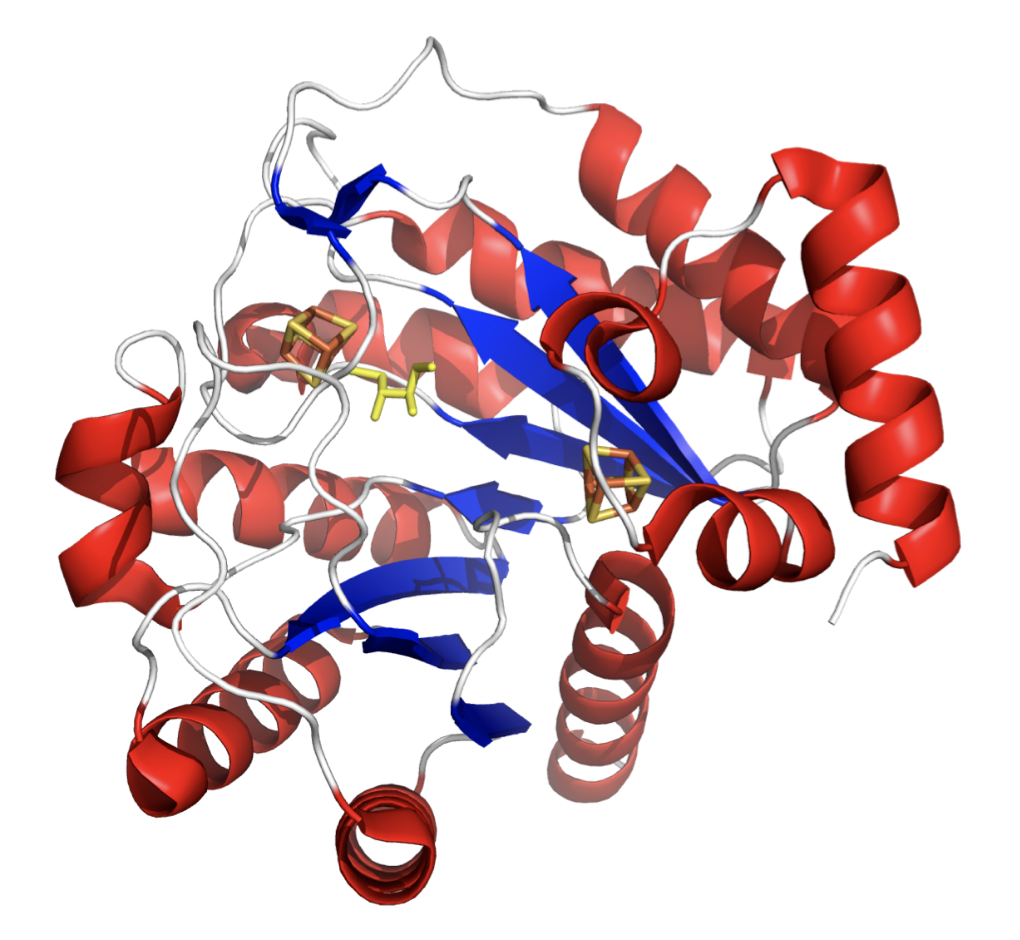
Structure cristalline de la lipoyl synthase de M. tuberculosis. En roug,: les 11 hélices α, les 7 feuillets β en bleu. Le cofacteur DTV en jaune. Les deux clusters [4Fe-4S] sont représentés sous forme de structures cubiques au sein de l'enzyme.

Une lipoyle synthase, souvent écrite lipoyl synthase par anglicisme, est une transférase qui catalyse la réaction, :
N6-(octanoyl)lysine–protéine + 2 soufre-[transporteur de soufre] + 2 S-adénosyl-L-méthionine + 2 [2Fe-2S] réduit  {\displaystyle \rightleftharpoons }  N6-(lipoyl)lysine–protéine + 2 [transporteur de soufre] + 2 L-méthionine + 2 5’-désoxyadénosine + 2 [2Fe-2S] oxydé.
Cette enzyme intervient dans la biosynthèse de l'acide lipoïque à partir de l'acide octanoïque en faisant intervenir un transporteur de soufre et le centre fer-soufre d'une thiorédoxine à l'aide d'un mécanisme radicalaire à S-adénosyl-L-méthionine.